# Mucromorphus
Mucromorphus (лат.) — род щелкунов из подсемейства Dendrometrinae.

## Описание
Лоб посередине с небольшим вдавлением, переднее окаймление касается переднего края наличника, иногда нечёткое. Усики у самца и самки пиловидные начиная с третьего сегмента; третий сегмент усиков треугольной формы, иногда нечёткое, начиная с четвёртого сегмента, сильно вздутые. Задний край проплевр без выемки. Задние углы переднеспинки с чёткими, прижатыми к боковому краю килями. Бедренные покрышки сужаются по направлению наружу сильно и немного неравномерно. Второй и третий сегменты лапок с лапастинками.

## Систематика
В составе рода:
- вид: Mucromorphus miwai Kishii 1962
- вид: Mucromorphus montanus (Miwa 1934)